# Cornu aspersum
Cornu aspersum là một loài ốc sên trong họ Helicidae. Trong tất cả các động vật thân mềm trên mặt đất, loài này cũng có thể là được biết đến rộng rãi nhất. Tại Anh nó được phân loại dưới cái tên Helix aspersa trong hơn hai thế kỷ, nhưng phân loại phổ biến hiện nay đặt nó trong chi Cornu.
C. aspersum có nguồn gốc ở khu vực Địa Trung Hải và Tây Âu, nhưng cho dù cố ý hay vô tình, con người đã đưa nó đến các khu vực ôn đới và cận nhiệt đới trên toàn thế giới. Loài ốc này có thể ăn được, nhưng nó được coi là một dịch hại trong vườn cây và trong nông nghiệp, đặc biệt là ở các khu vực nơi mà nó được du nhập một cách vô tình và nơi người ta không ăn loài ốc này.